# Haggard
Haggard és un grup de metal simfònic procedent d'Alemanya.

## Història
Aquest grup musical comença la seva carrera el 1991 com un grup de Death Metal experimental, període en el qual graven les maquetes Introduction (1992) i Progressive (1994).
Quatre anys més tard, Asis Nasseri, líder i compositor de la banda, a més de guitarrista, vocalista i percussionista clàssic, decideix canviar el rumb del grup cap a un estil més clàssic afegint un violinista, un violoncel·lista, una soprano i un pianista de forma permanent com a membres de la banda.
El grup augmenta fins a convertir-se en una orquestra de 16 membres que llançarà al mercat el seu primer àlbum And Thou Shalt Trust… The Seer el 1997, basat en la vida i obra de Nostradamus, en els dies de la pesta negra.
Amb aquest nou àlbum, malgrat el nou curs clàssic del grup, es mantenen les seves arrels al Death Metal variant entre els nous estils generant un mosaic de Metal Orquestral.
L'any 2000, havent afegit una altra soprano i amb un estil clarament definit, es treu al mercat Awaking The Centuries, que conserva la temàtica del disc anterior, i es realitza una gira per Sud Amèrica, que acaba amb la producción de Awaking The Gods, concert gravat a Mèxic.
El 2004 Haggard publica el seu tercer disc: Eppur Si Muove (De totes maneres, es mou), que se centra en la figura de Galileo Galilei i la seva situació al presentar la model heliocèntric. En el moment del llançament del disc Haggard ja comptava amb 20 membres.
L'album més recent de la banda s'anomena Tales of Ithiria i data del 2008. A diferència dels anteriors albums d'estudi realitzats per Haggard aquest no es basa en cap personatge històric concret, sinó en un món de fantasia ideat per Asis Nasseri (compositor, guitarrista i vocalista de la formació).

## Membres
- Asis Nasseri - Veus, Guitarra
- Karin Bodenmüller - Soprano
- Fiffi Fuhrmann - Crumhorn
- Kathrin Hertz - Violoncel
- Steffi Hertz - Viola
- Danny Klupp - Guitarra Acústica (Taraxacum)
- Kerstin Krainer - Violí
- Luz Marsen - Bateria i Timbals
- Robert Müller - Clarinet
- Andi Nad - Baix
- Kathrin Pechlof - Arpa
- Sasema - Soprano
- Florian Schnellinger - Baix (veus)
- Hans Wolf - Piano, Cembalo, Teclats
- Christoph v. Zastrow - Flauta

## Discografia
- Introduction (1992, maqueta)
- Progressive (1994, maqueta)
- Once… Upon A December's Dawn (1995, maqueta)
- And Thou Shalt Trust… The Seer (1997)
- Awaking the Centuries (1998)
- Awaking the Gods (2001, en viu)
- Eppur Si Muove (2004)
- Tales of Ithiria (2008)

## Videografia
- In A Pale Moon's Shadow (VHS, 1998)
- Awaking the Gods (DVD/VHS, 2001)